# کلود کوهن تانوژی
کلود کوهن تانوژی (به فرانسوی: Claude Cohen-Tannoudji) (متولد ۱ آوریل، ۱۹۳۳) فیزیک‌دان فرانسوی و برنده جایزه نوبل است. او در سال ۱۹۹۷ به همراه استیون چو و ویلیام دانیل فیلیپ از آمریکا برای توسعه دادن روش‌های سرد کردن و به دام انداختن اتم‌ها با نور لیزری موفق به دریافت جایزه نوبل فیزیک شد.

## زندگی
کوهن تانوژی در کنستانتین هنگامی که الجزایر در قلمرو فرانسه بود از پدر و مادری یهودی زاده شد.
او از دانشگاه کنستانتین (الجزایر) فارغ‌التحصیل شد. به مدت ۲۸ ماه به دلیل جنگ الجزایر به خدمت اجباری رفت و تحصیلاتش متوقف شد؛ و در سال ۱۹۶۲ موفق شد دکترای خود را بگیرد.

## جوایز
- ۱۹۷۹ :مدال و جایزه یانگ، برای تحقیقات برجسته در زمینه نورشناخت
- ۱۹۹۷: برنده جایزه نوبل، برای توسعه دادن روش‌های سرد کردن و به دام انداختن اتم‌ها با نور لیزری

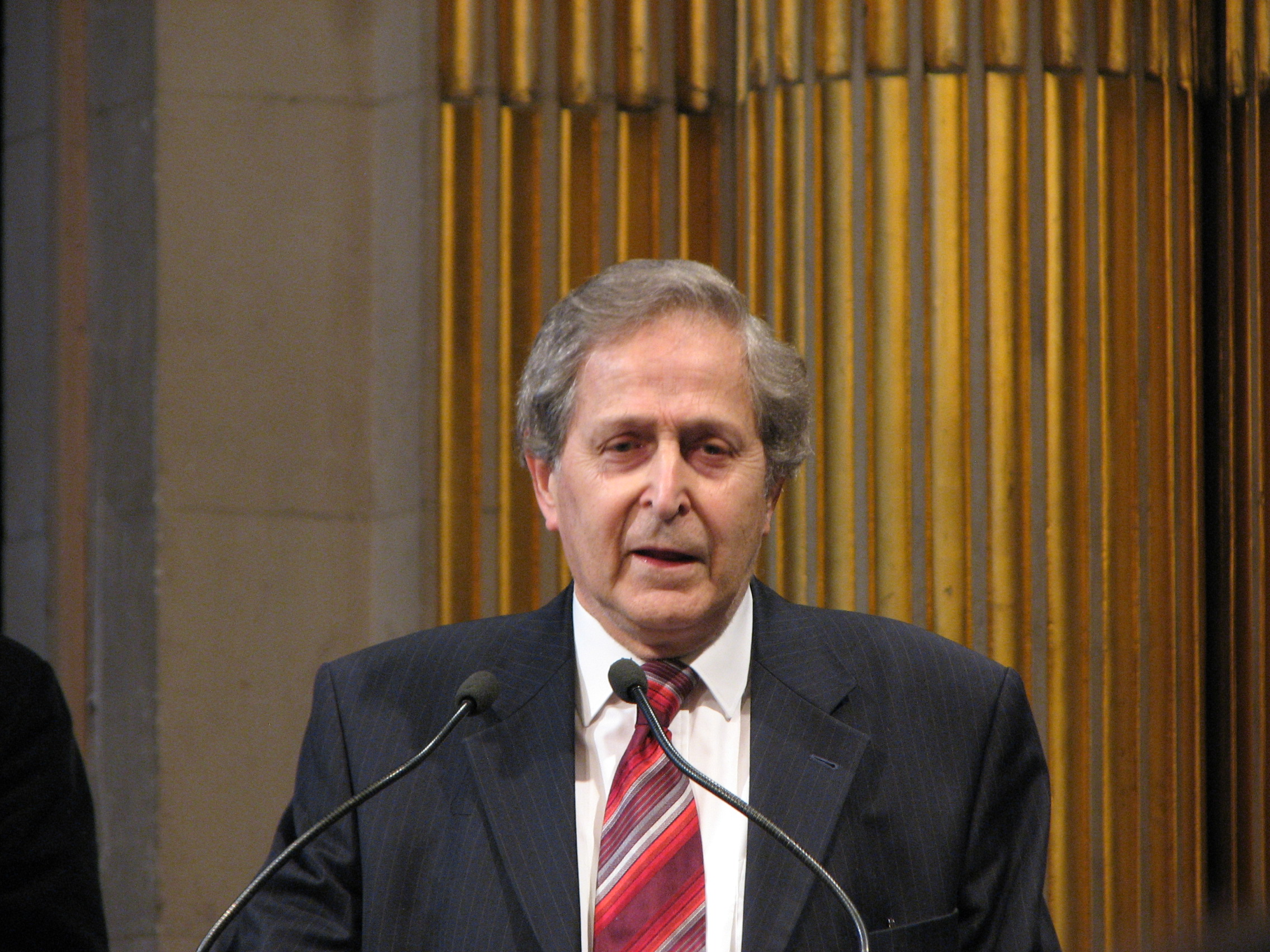
کلود کوهن تانوژی در سال ۲۰۱۰